# Горно-Ширванский экономический район

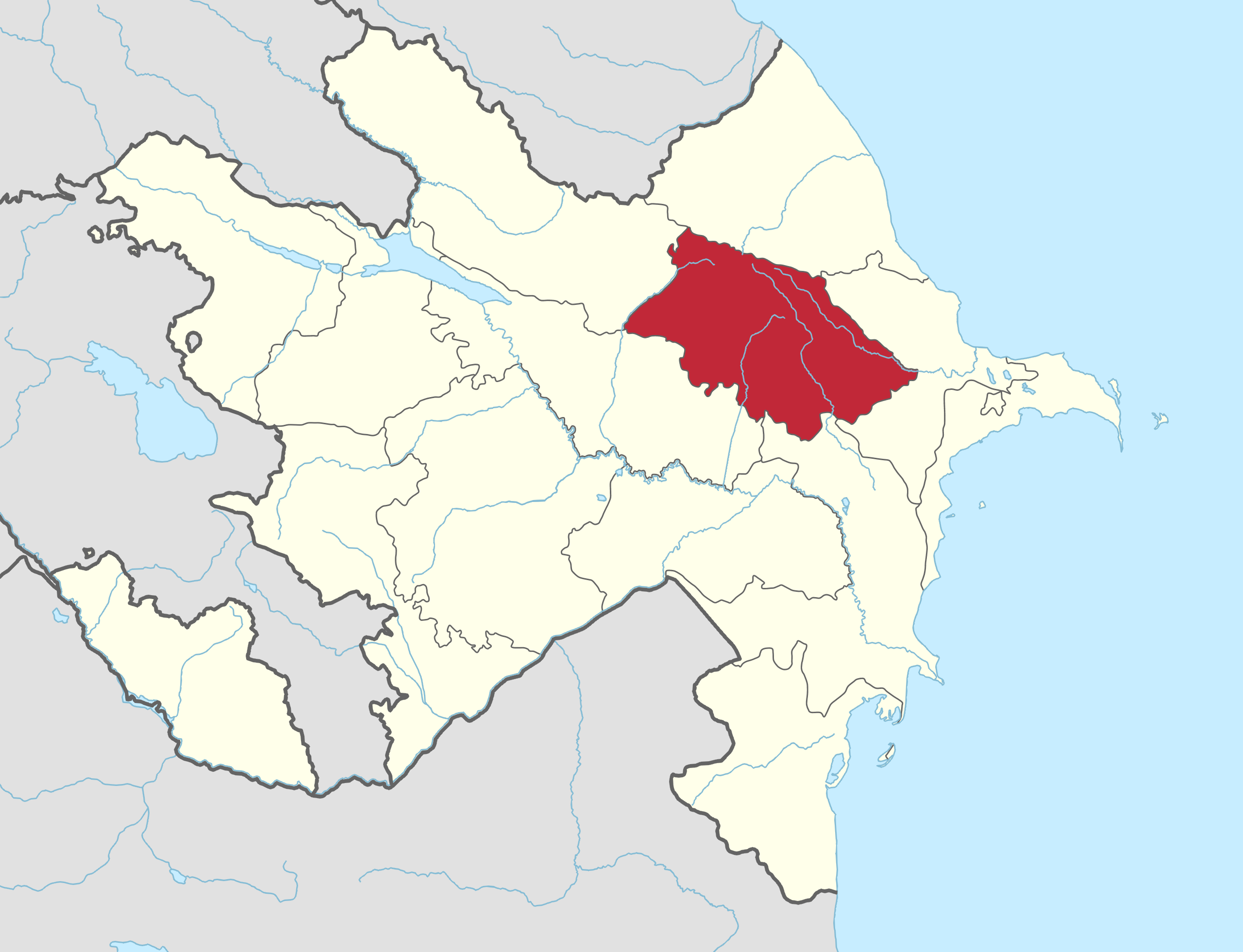
Экономический район «Горный Ширван» (закрашен красным)

Горно-Ширванский экономический район (азерб. Dağlıq Şirvan iqtisadi rayonu) — один из экономических районов Азербайджана. Включает Ахсуйский, Исмаиллинский, Гобустанский, Шемахинский административные районы. 

## Общие сведения
Горно-Ширванский экономический район состоит из 4 городов, 4 районов, 8 посёлков, 106 территориальных округов и 275 населённых пунктов. Экономический район расположен на юго-востоке Большого Кавказа. Площадь — 6130 км² (составляет 7% от общей площади республики). Население — 304,0 тыс. чел. (на начало 2015 года), составляет 3,2% от общей численности население республики. 
Средняя плотность населения экономического района —  45 ч/км2. 
Большая часть территории района — горы. На юге район граничит с Аранским экономическим районом, на северо-западе — Шеки-Закатальским, на северо-востоке — Губа-Хачмазским и на востоке Абшеронским экономическими районами.
В 2022 году в районе действовало 7 556 субъектов малого и среднего бизнеса, в 2023 году — 7 727.

## Промышленность
Добыча: нефть, природный газ, горючие сланцы. Горный Ширван не богат полезными ископаемыми. В основном здесь имеются камень, щебень, песок, известняк и другие строительные материалы. Большое значение для строительства имеют залежи глины в Шемахинском, Агсуинском и Исмаиллинском районах.

### Производство
Промышленность района, состоящая из лёгкой и пищевой отраслей, базируется на переработке продуктов сельского хозяйства. Лёгкая промышленность представлена такими отраслями, как виноделие, плодоводство, ковроткачество и швейные предприятия. Действуют маслосыродельные, консервные заводы, предприятия по производству тары. Кроме того, функционируют предприятия по переработке леса, по производству строительных материалов, предприятия по ремонту сельскохозяйственной техники.
За 2004-2008 годы в районах Горно-Ширванской зоны были созданы 256 новых предприятий, в том числе почти 19 тысяч новых рабочих мест.
В 2016 году в рамках программы предоставления льготных кредитов предпринимателям в Азербайджане, в Горно-Ширванском экономическом районе 30 субъектов получили льготные кредиты на общую сумму 262 тыс. манатов.

### Сельское хозяйство
Отрасли сельского хозяйства: виноградарство, виноделие, животноводство и зерноводство. В горных районах выращивают картофель, на равнинных территориях района выращивается хлопок. В районе развиты пчеловодство, шелководство, садоводство, выращивание овощей и фруктов. Основными направлениями животноводства являются овцеводство и скотоводство. Недостаток запасов пресной воды является главной проблемой для посева земель.

## Инфраструктура

### Транспортная инфраструктура
Железнодорожная магистраль Баку-Тбилиси даёт возможность для экономических связей со странами СНГ. Помимо железной дороги в районе имеются автомобильные дороги. Через этот район проходит шоссе Баку-Газах, соединяющее столицу страны с восточными районами.

### Социальная инфраструктура
Средне специальные школы, филиалы высших учебных заведений (Шемахинский филиал Государственного Педагогического Университета и Университета «Одлар Йурду»), учреждения культуры. Просвещения и здравоохранения, театры и музеи, в районе действует Пиркулинская обсерватория.

## Туризм
Горная зона экономического района известна минеральными источниками, содержащими серу и углекислый газ, имеющими важное значение для курортного лечения.

## Внешние ссылки
- Экономическая карта Азербайджана
- Государственная Программа социально-экономического развития регионов Азербайджанской Республики (2004-2008 гг.)
- Анализ и оценка хозяйственных комплексов экономических районов Азербайджана Статья опубликована в журнале «Российское предпринимательство» № 10 Вып. 1 (193) за 2011 год, стр. 169-174.
- Регионы Азербайджана
- Экономико-географическое-демографическое деление Азербайджана